# Honrarás a los tuyos (telenovela de 1979)
Honrarás a los tuyos fue una telenovela mexicana producida por Guillermo Diazayas para la cadena Televisa en 1979. Protagonizada por Irma Lozano y Enrique Novi.

## Elenco
- Irma Lozano - Toña
- Enrique Novi - Alejandro
- Gloria Marín - Beatriz
- Alicia Montoya - Vicenta
- Viridiana Alatriste - Silvia
- José Ángel Espinoza "Ferrusquilla" - Miguel
- Mónica Prado - Martha
- Alicia del Lago - Clara
- Martha Ofelia Galindo - Concha
- Ana Patricia Rojo - Sofía

## Equipo de producción
- Original de: Kenia Perea
- Cinematografía: Carlos S. Zúñiga
- Dirección: Lorenzo de Rodas
- Productor: Guillermo Diazayas

## Versiones
- Honrarás a los tuyos (1959) protagonizada por Dalia Íñiguez y Carlos Agostí.